# خفاش (أسطورة)
الخفاش (بالإنجليزية: Bat)‏ حيوان ثديي لیلی، وهو الحيوان الثدي الوحيد القادر على الطيران، والجناح غشاء يمتد من بين العظام المستطيلة للأصابع الأربع. يرمز إلى الخير والشر معا في معظم أساطير العالم، ففي الصين واليابان يرمز الخفاش إلى الحظ السعيد، وخمس منه ترمز في الاعتقاد الصيني إلى النعم الخمس وهي: الثروة، والصحة، والعمر المديد، وحب الفضيلة والموت الطبيعي.
وعلى العكس من ذلك ظل الخفاش طوال العصور الوسطى المسيحية مخلوقا شيطانيا بتجسد في الساحرات، والشيطان. وهذا الاعتقاد ترتد جذوره في جانب منها إلى ما جاء في العهد القديم على لسان النبي أشعيا من أنه سيأتي يوم: في ذلك اليوم يطرح الإنسان أوثانه الفضية، وأوثانه الذهبية، للجرذان والخفافيش، (أشعيا 2: 20) ويعتقد الناس في بعض الحضارات أن الخفاش يحمل أرواح الموتى.